# Trevor Something
Trevor Something — псевдонім Клейтона Балларда, американського синтвейв-музиканта. Він створює власну музику та ремікси з піснями інших виконавців.

## Кар'єра
Перший сингл виконавця «All Night» був опублікований 11 вересня 2013. Його перший альбом, названий Synthetic Love був випущений 28 січня 2014 року. Одразу за ним він записав перший мікстейп "Trevor Something Does Not Exist « та два EP — Distorted Reality та Lost Memories пізніше у 2014 році. Його другий і третій альбоми Death Dream та Soulless Computer Boy and The Eternal Render вийшли у 2015 та 2016 роках відповідно. 
Його четвертий альбом Die With You» був випущений 19 травня 2017 року з ілюстрацією Лорі Ліптон «The Last Embrace» на обкладинці. Третій EP Lost Love був опублікований 21 червня 2018 року. Одразу за ним послідував 5-й альбом ULTRAPARANOIA (12 жовтня 2018 року). 
Його 6-й альбом Bots Don't Cry опублікований 15 лютого 2019 року. 19 липня 2019 року виконавець випустив четвертий EP «Escape». Сьомий альбом microwaves був випущений 17 квітня 2020 року. Одразу за ним опубліковано восьмий альбом Deep Wave Data Dark Web Daemons 8 травня 2020 року. Дев'ятий альбом Love Me and Leave Me дебютував 4 червня 2021 року. Його десятий та останній альбом The Death Of (Trevor Something) випущено 25 березня 2022року.

## Дискографія
З 2013 року Trevor Something випустив 15 альбомів під власним ім'ям. Також він має роботи під іншими іменами, які випустив на його лейблі In Your Brain LLC.
24 березня 2022 року, Trevor Something опублікував пост у соцмережах, через який повідомив, що The Death Of буде його останнім альбомом.

#### Альбоми
- Synthetic Love (2014)
- Death Dream (2015)
- Soulless Computer Boy and The Eternal Render (2016)
- Die With You (2017)
- ULTRAPARANOIA (2018)
- Bots Don't Cry (2019)
- microwaves (2020)
- Deep Wave Data Dark Web Daemons (2020)
- Love Me and Leave Me (2021)
- The Death Of (2022)

EP:
- Distorted Reality (2014)
- Lost Memories (2014)
- Lost Love (2018)
- Escape (2019)

Мікстейпи:
- Trevor Something Does Not Exist (2014)